# Győri Keksz Kft
Győri Keksz Kft är ett ungerskt företag som förädlar livsmedel. Företaget har varit verksamt i mer än hundra år. Företaget har bland annat under en längre tid tillverkat kexchokladen "Balaton", vars namn sedan 2006 ägs av Nestlé. Győri Keksz tillverkar bland annat godis och kex under namnen Negro, Tuc, Pilóta, JóReggelt och Győri édes.